# Thomas Schmidt (Radsportler)
Thomas Schmidt (* 6. April 1965 in Eisenach) ist ein ehemaliger deutscher Radrennfahrer und nationaler Meister im Radsport.

## Sportliche Laufbahn
Schmidt war Straßenradsportler und in der DDR aktiv. Er startete für den SC Turbine Erfurt. 1984 wurde er in die Nationalmannschaft der Junioren berufen und wurde im Etappenrennen Sofia–Warna Fünfter. In der DDR-Rundfahrt kam er auf den 16. Rang. 1985 hatte er seinen ersten Einsatz in der Nationalmannschaft der Männer und platzierte sich in der Slowakei-Rundfahrt auf dem 16. Gesamtrang und war damit bester DDR-Fahrer. Die DDR-Rundfahrt beendete er als 18. 1986 gewann er mit Matthias Lendt, Uwe Zeidler und Maik Landsmann die nationale Meisterschaft im Mannschaftszeitfahren. Im Eintagesrennen Rund um die Braunkohle wurde er Zweiter. Die DDR-Rundfahrt beendete er als Fünfter und wurde Gewinner der Nachwuchswertung. 1987 wurde er Dritter in der Tunesien-Rundfahrt und erneut Meister im Mannschaftszeitfahren. Mit ihm holten Ronald Rauch, Mario Kummer und Matthias Lendt den Titel.